# Prunus padus
El cerezo de racimos o cerezo aliso (Prunus padus) es una especie de árbol natural de Europa y que pertenece a la familia de las rosáceas. Crece en terrenos ácidos en los bosques húmedos. Otros nombres comunes son árbol de santa Lucía, cerisuela y cerezo pado.

## Descripción

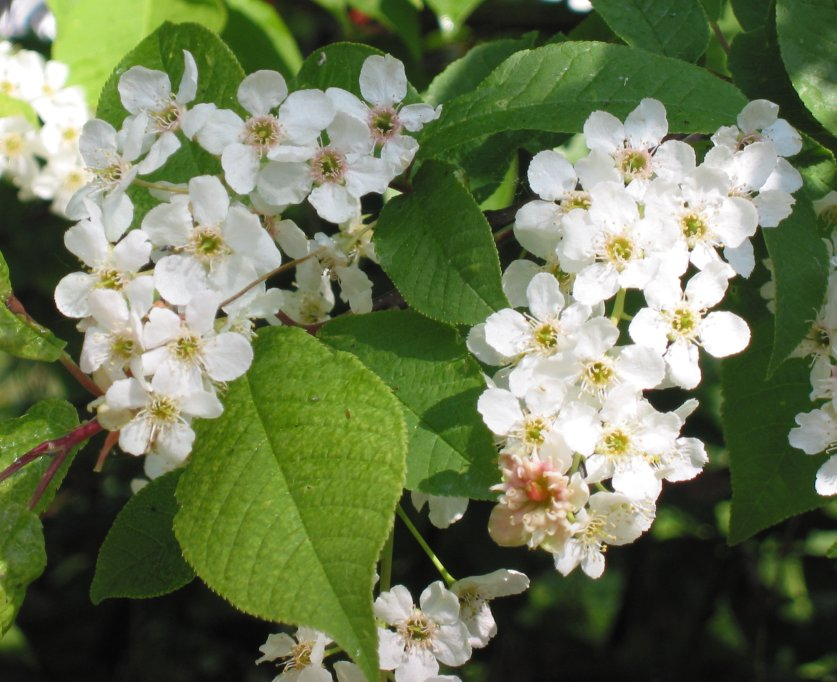
Flores.

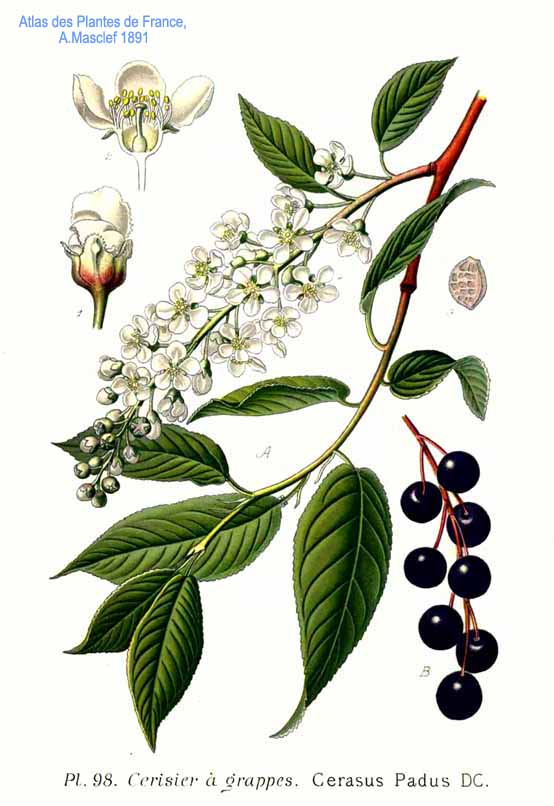
Ilustración.

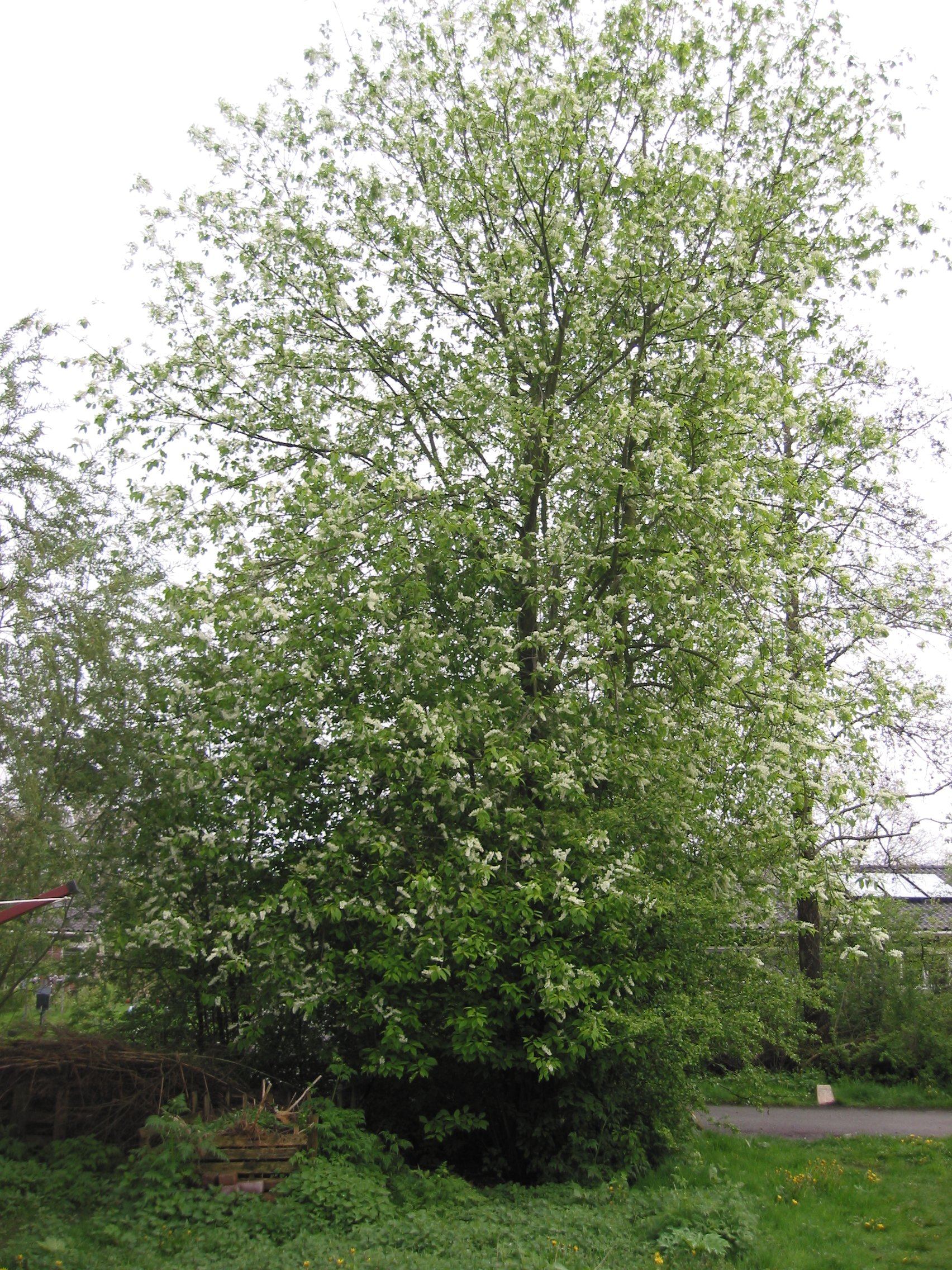
Vista de la planta.

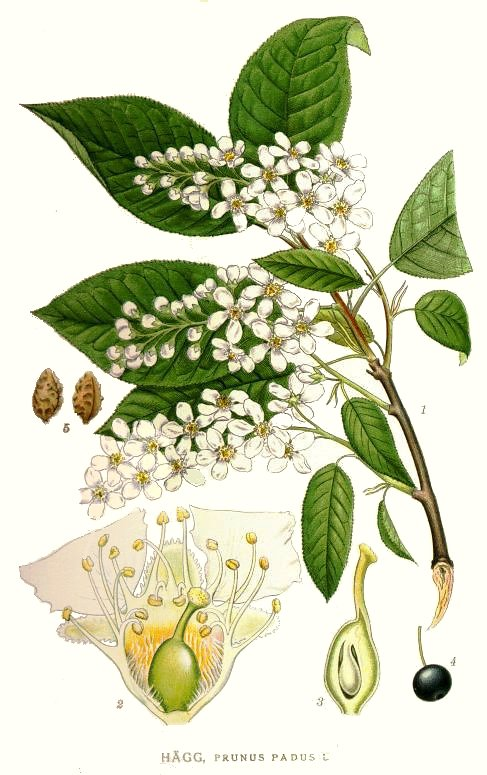
Ilustración.

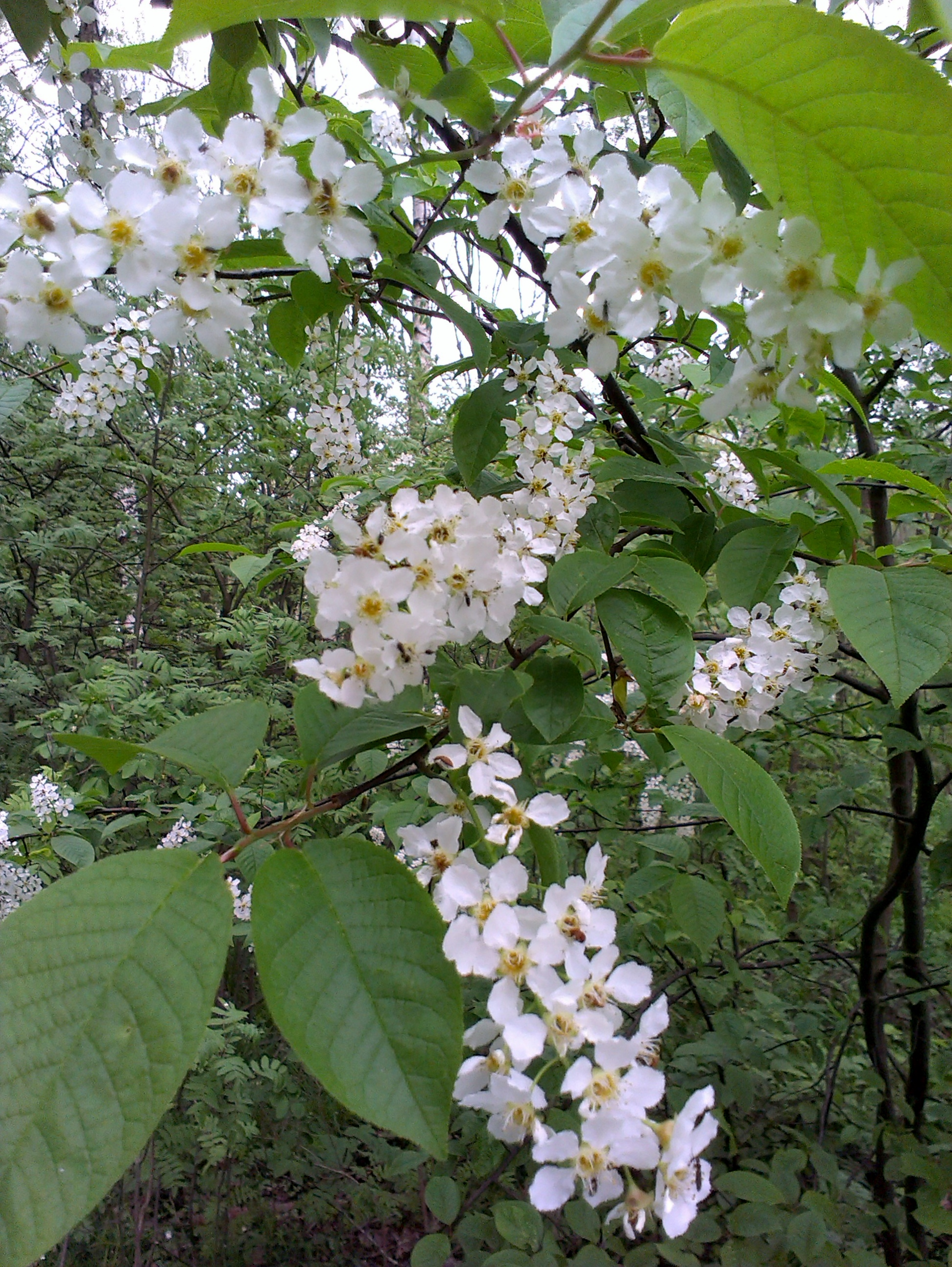
Inflorescencia.

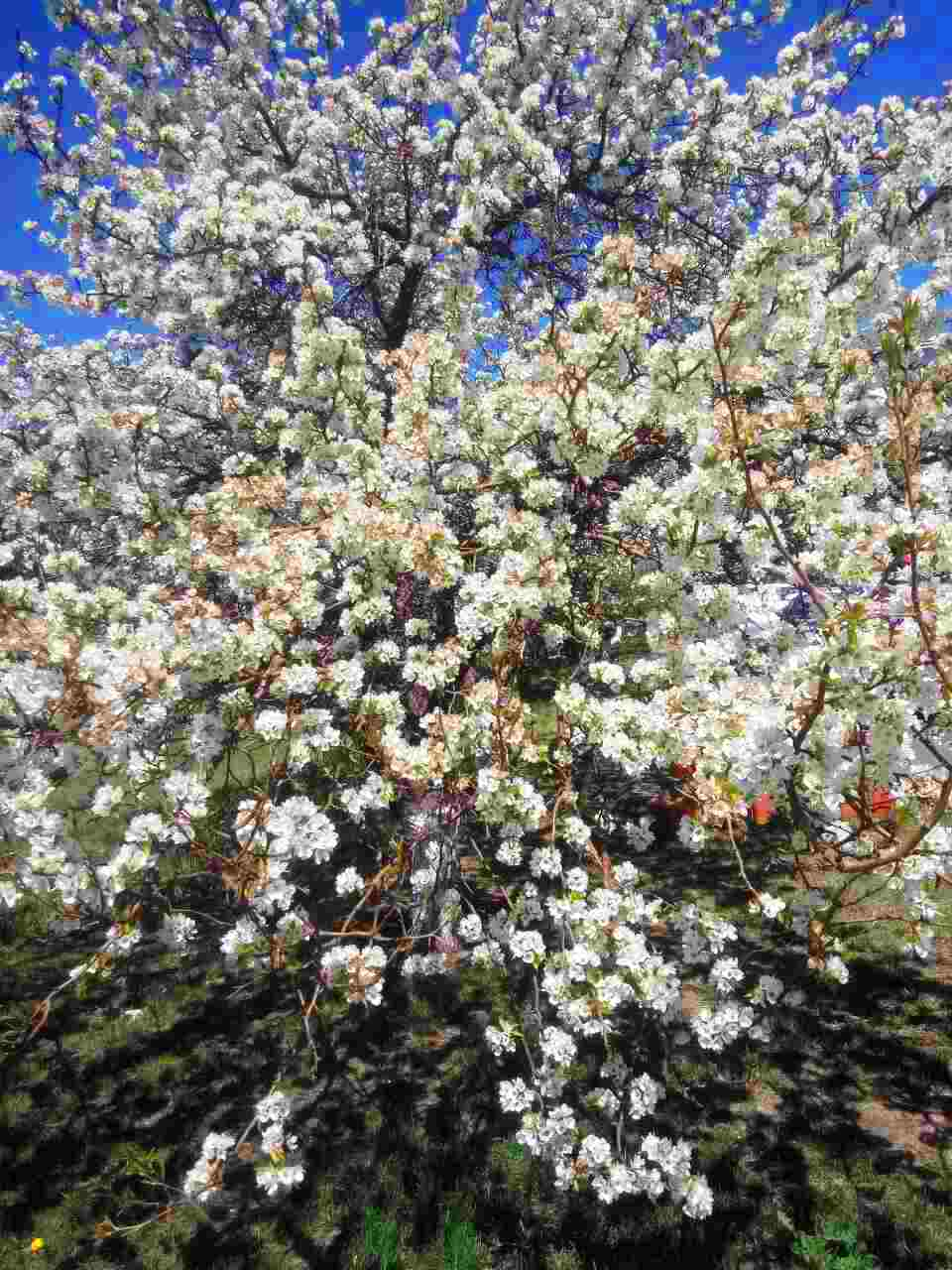
Flor de cerezo Buriatia, Rusia

Es un arbusto o pequeño árbol con las hojas caducas y flores blancas olorosas dispuestas en racimos largos y colgantes. El fruto es del tamaño de un guisante, negro y acre. Lo comen los pájaros y lo dispersan por los sotos y bordes de caminos y montes. Las aves silvestres buscan con fruición los frutos de la cerisuela. De hecho en varias lenguas europeas se refieren a esta especie como "cerezo de los pájaros". Destacan los mirlos, zorzales charlos, curruca mosquiteras, curruca capirotadas y petirrojos. El picogordo, en grupos familiares, separa sus semillas del fruto y las parte con su fuerte pico.
La cerisuela se encuentra muy afectada por la plaga de la tejedora Argyresthia pruniella, diminuta mariposa blanca cuyas orugas no solamente devoran la totalidad de las hojas de la cerisuela, sino que, además cubren la planta de blanco con sus telarañas, dándole un aspecto fantasmagórico. Por este razón, muchas cerisuelas de León y Palencia mueren, lo que resulta muy preocupante.
Este arbusto puede confundirse con una especie invasora, el cerezo tardío (Prunus serotina), del cual se diferencia en las hojas, que no son brillantes sino opacas, y en las flores, que aparecen en la primavera temprana, con los nuevos brotes.

## Usos
Se utiliza en homeopatía para los dolores de cabeza, trastornos cardíacos y como sedante. Su corteza es febrífuga, diurética, sudorífica, tónica y estomacal. Las flores son tranquilizantes y antiespasmódicas. Brota de cepa y raíz abundantemente, formando grupos o matas densas con múltiples pies. Se emplea en jardinería. Es muy vistoso durante la floración; debiera ser utilizado como ornamental. En algunos países se cultiva por sus frutos, comestibles en conserva.

## Distribución
Se distribuye en las riberas y suelos húmedos en zonas lluviosas. Habita en la mayor parte de Europa, Asia occidental y norte de África, donde es muy rara (Atlas Medio en Marruecos). En España falta en las islas Baleares, pero aparece en la mitad septentrional, en Asturias, Cataluña, Aragón, País Vasco, Navarra. En Castilla y León en la Sierra de Gredos, Sierra de Ayllón, Sierra de Guadarrama, Sierra de la Demanda, Merindades de Burgos, Sanabria, el río Negro y el alto Tormes.

## Taxonomía
Prunus padus fue descrita por Carlos Linneo   y publicado en Species Plantarum 1: 473. 1753.
Etimología
Prunus: nombre genérico que proviene de un antiguo nombre griego (προύνη), y luego latino (prūnus, i) del ciruelo. Ya empleado por, entre otros, Virgilio (Geórgicas, 2, 34) y Plinio el Viejo (Historia naturalis,13, XIX, 64)
padus: epíteto latíno 
Sinonimia
- Druparia padus Clairv.
- Padus avium Mill.
- Padus vulgaris Host
- Prunus fauriei H.Lév.
- Cerasus padus (L.) Delarbre
- Padus asiatica Kom.
- Padus borealis (Schübeler ) N.I.Orlova
- Padus racemosa (Lam.) Gilib.
- Padus racemosa subsp. typica (C.K.Schneid.) Dost l
- Prunus germanica Borkh.
- Prunus padus subsp. padus	Synonym	L
- Prunus racemosa Lam.

subsp. borealis (Schübeler ) Cajander
- Cerasus schuebeleri N.I.Orlova
- Padus petraea (Tausch) M.Roem.
- Padus racemosa subsp. petraea (Tausch) Dost l
- Prunus padus subsp. petraea (Tausch) Domin[8]